# Casa del 7 del Carrer de Sant Pere
La Casa del 7 del Carrer de Sant Pere és un edifici medieval de la vila de Vilafranca de Conflent, de la comarca d'aquest nom, a la Catalunya del Nord.
Com el seu nom indica, és en el número 7 del carrer de Sant Pere, en el sector nord-occidental de la vila. Li correspon les parcel·les cadastrals 25 i 26.
La casa, del segle xiv, és construït amb còdols. La casa ocupa un angle entre dos carrers, el de Sant Pere i el de les Muralles. A la façana del de Sant Pere hi ha una finestra al pis amb llinda recta sobre coixinets de quart de cercle, amb arestes aixamfranades.